# Araneus xianfengensis
Araneus xianfengensis este o specie de păianjeni din genul Araneus, familia Araneidae, descrisă de Song și Zhu în anul 1992. Conform Catalogue of Life specia Araneus xianfengensis nu are subspecii cunoscute.